# Volsted (parochie)
Volsted is een parochie van de Deense Volkskerk in de Deense gemeente Aalborg. De parochie maakt deel uit van het bisdom Aalborg en telt 214 kerkleden op een bevolking van 228 (2004).
Historisch maakt de parochie deel uit van de herred Fleskum. In 1970 werd de parochie opgenomen in de nieuwe gemeente Aalborg.

Bislev · Dall · Ejdrup · Ellidshøj · Farstrup · Ferslev · Frejlev · Godthåb · Lundby · Nibe · Nørholm · Sebber · Sønderholm · Store Ajstrup · Svenstrup · Vokslev · Volsted